# English Oceans
English Oceans è il decimo album in studio del gruppo musicale statunitense Drive-By Truckers, pubblicato nel 2014.

## Tracce
1. Shit Shots Count – 4:10 (Mike Cooley)
2. When He's Gone – 3:41 (Patterson Hood)
3. Primer Coat – 4:25 (Mike Cooley)
4. Pauline Hawkins – 6:39 (Patterson Hood)
5. Made Up English Oceans – 3:27 (Mike Cooley)
6. The Part of Him – 4:29 (Patterson Hood)
7. Hearing Jimmy Loud – 4:45 (Mike Cooley)
8. Til He's Dead or Rises – 4:25 (Patterson Hood)
9. Hanging On – 4:01 (Patterson Hood)
10. Natural Light – 5:16 (Mike Cooley)
11. When Walter Went Crazy – 3:48 (Patterson Hood)
12. First Air of Autumn – 3:31 (Mike Cooley)
13. Grand Canyon – 7:50 (Patterson Hood)